# Emanuela Del Re
Emanuela Claudia Del Re (Roma, 6 dicembre 1963) è una politica italiana, viceministro per gli affari esteri e la cooperazione internazionale nei governi Conte I e Conte II.
Sociologa ed esperta di politica internazionale, è specialista di migrazioni e rifugiati, conflitti, questioni religiose, minoranze. 
Dal 1990 conduce un'intensa attività di ricerca sul campo - sostenuta da prestigiose istituzioni - in zone di conflitto, in particolare Balcani, Caucaso, Africa e Medio Oriente, dove è stata testimone di crisi sociali e politiche e voce delle popolazioni, soprattutto delle vittime. 
È professore associato abilitato (SPS/07) e ricercatrice confermata (SPS/11).

## Biografia

### Carriera accademica
Ricercatrice e docente di Sociologia dei fenomeni politici all'Università telematica internazionale "UniNettuno", ha insegnato per anni presso la Facoltà di Scienze della Comunicazione dell’Università degli Studi di Roma "La Sapienza" di Roma, dove è stata anche Professore "Jean Monnet" con un insegnamento finanziato dalla Commissione Europea su cittadinanza e governance europea. 
Dal 1997 al 2000 è stata researcher presso l’Istituto Universitario Europeo e assegnista di ricerca presso l’Università “La Sapienza” di Roma (2001-2003).
Nel 2017 è stata eletta coordinatrice nazionale della sezione di Sociologia della Religione dell’Associazione Italiana di Sociologia (AIS) con cui ha lanciato il festival “Mondoreligioni”.

### Attività professionale
Fondatrice di EPOS Intl. Agency e presidente fino al 2017, ha condotto progetti d’intervento dal 2012 con la Commissione Europea e altri per la ricostruzione della società civile in zone di conflitto (Iraq, Giordania). È stata Osservatore Elettorale Internazionale per UN, OSCE, UE.
Dirige la collana Globolitical presso Aracne Editrice, Roma.

### Attività politica
Candidata con il Movimento 5 Stelle alle elezioni politiche del 2018, viene presentata come eventuale Ministro degli affari esteri e della cooperazione internazionale in caso di vittoria. Eletta deputata, nell'agosto 2018 viene nominata Viceministro per gli Affari esteri e la cooperazione internazionale nel governo Conte I, ruolo che ha mantenuto anche nel governo Conte II.
Ad una interrogazione parlamentare a proposito della missione russa in Italia in occasione della pandemia di Covid, rispose che: a seguito di colloqui tra il Presidente Conte e il Presidente Putin e tra il Ministro della difesa Guerini e l’omologo russo Shoygu, è stato convenuto l’invio in Italia di materiali e personale sanitario..
Il 3 giugno 2021 viene nominata rappresentante speciale dell'Unione europea per il Sahel, lasciando contestualmente la Camera dei deputati dove cessa il suo mandato il 30 giugno 2021.

### Altre attività
- Collabora abitualmente ed è membro del consiglio redazionale di Limes[7].
- È membro del Segretariato di "Forum for Cities in Transition" attivo in 40 città in conflitto nel mondo.
- È membro del comitato scientifico di importanti riviste e collane italiane e internazionali.
- Scrive su numerose riviste italiane e internazionali ed è membro eletto di noti Think Tank e Istituti di Ricerca internazionali.
- Ha realizzato film-documentari tra cui: "Noi, cristiani perseguitati dell’Iraq" (2015); "La festa negata. Voce e futuro degli Yazidi" (2014).

## Pubblicazioni
- Il comportamento collettivo. "Via con la pazza folla": internet, ultras, terrorismo e oltre, 2012, Rubbettino Editore, Soveria Mannelli, ISBN 978-88-49836-65-3
- Women and Borders. Refugees, Migrants and Communities, con S. Shekhawat, 2017, I.B. Tauris & Co Ltd, London, ISBN 978-17-84539-57-3.